# José Moix
José Moix Regàs (Sabadell, 28 de octubre de 1898 - Praga, 3 de septiembre de 1973) fue un político comunista español, que llegó a ser ministro de trabajo de la República y secretario general del PSUC entre 1956 y 1965.

## Biografía
Tejedor de oficio, fue dirigente del Sindicato de la Industria Textil de Sabadell dentro de la CNT. En 1926 tuvo que marchar a Argentina, por la persecución de la dictadura de Miguel Primo de Rivera. En 1929 volvió a Sabadell, y se hizo cargo de la secretaría de la Federación Local de Sabadell.
En el Congreso de la CNT de junio de 1931, celebrado en Madrid, se alineó con la posición treintista, opuesta a la tendencia anarquista sostenida por la Federación Anarquista Ibérica (FAI). Así en mayo de 1932, la Federación Local de Sabadell dejó de pagar su contribución a la dirección confederal, por lo cual Moix fue expulsado del sindicato. En mayo de 1933 participó en la constitución de los llamados Sindicatos de Oposición (disidentes de las tesis de la FAI), pero también chocó con las ideas anarco-sindicalistas de estos. Participó en los hechos del seis de octubre de 1934, y se tuvo que exiliar de nuevo. A la vuelta ya se había posicionado con el socialismo, se afilió a la Unión General de Trabajadores (UGT) y al Partido Socialista Unificado de Cataluña (PSUC).
Dentro del trabajo sindical consiguió que muchas agrupaciones locales se incorporaran a la UGT, de forma que durante la guerra, el sindicato socialista experimentó su mayor crecimiento en la región de Barcelona. Fue presidente del Comité Local Antifascista de Sabadell, cargo desde el cual accedió a la alcaldía. Fue también director general de Trabajo en Cataluña, y el 17 de agosto de 1938 fue nombrado ministro de Trabajo en el gobierno español dirigido por Juan Negrín.
En febrero de 1939, a punto de acabar la guerra civil española, se marchó a Alicante y de allí a Francia, y al llegar, pasó a México. Después de la Segunda Guerra Mundial volvió a Francia, y en 1949 se hizo cargo de la secretaría del Comité Central del PSUC, sustituyendo al secretario general, Joan Comorera, que había caído en desgracia. En 1953 las autoridades francesas lo expulsaron en medio de una campaña anticomunista. Entonces se instaló en Praga. En 1956 se celebró el I Congreso del PSUC y Moix fue elegido secretario general. En 1965 dejó la secretaria a Gregorio López Raimundo para ocupar la presidencia del Partido, cargo que ocupó hasta su muerte.